# Département de l'application de la loi de Floride
Le Département de Floride de l’application de la loi - en anglais : Florida Department of Law Enforcement (FDLE), est un organisme étatique chargé des enquêtes et de l’application des lois au sein de l’État de la Floride. 
Le département coordonne officiellement huit comités, conseils et commissions. Les tâches, responsabilités et procédures du FDLE sont définies dans le chapitre 943 des lois de la Floride et le chapitre 11 du code administratif de la Floride. Le FDLE est dirigé par un commissaire (directeur général) qui relève du gouvernement de la Floride, composé du gouverneur, du procureur général, du directeur financier et du commissaire à l'agriculture. Le commissaire est nommé à son poste par le gouverneur et le cabinet et confirmé par le Sénat de Floride.
Le département a son siège à Tallahassee, la capitale de l’État et emploie près de 2 000 personnes dans l'ensemble de l'État. Le département dispose de sept centres d'opérations régionaux, de 12 bureaux régionaux et de sept laboratoires médico-légaux.

## Vue d'ensemble
Les quatre valeurs fondamentales du FDLE sont service, intégrité, respect et qualité[réf. nécessaire].
Les cinq domaines de programme de FDLE sont :
- Direction exécutive et programme de soutien aux entreprises,
- Programme d'enquêtes criminelles et de criminalistique,
- Programme de police du Capitole de la Floride,
- Programme d'information sur la justice pénale, et
- Programme de professionnalisme en justice pénale.

Les agents spéciaux du FDLE traitent une grande variété de crimes et aident la police locale et les bureaux de shérif avec des ressources limitées, notamment les homicides, les actes répréhensibles commis par des agents publics, les cas d'inconduite commis par la police et les crimes majeurs liés au trafic de drogue. Ils assurent également la sécurité du gouverneur de Floride et de sa famille. Le FDLE est le bras d'investigation de l'État de Floride. Ils sont considérés plutôt comme une police d’État qu'une patrouille des autoroutes de la Floride,qui elle, est spécialisée dans la répression de la circulation et les homicides de la route.

## Histoire
En 1967, la législature de Floride a fusionné les devoirs et les responsabilités de plusieurs organisations de justice pénale des États pour créer le Bureau de l'application de la loi (Bureau of Law Enforcement). Réunissant les ressources du Bureau du Sheriff de Floride (Florida Sheriffs Bureau), du bureau d'État des stupéfiants (State Narcotics Bureau) et des activités de maintien de l'ordre de la brigade anti-bookie du bureau du procureur général, le Bureau d'origine de l'application de la loi comptait 94 postes et disposait d'un budget de 1,5 million de dollars pour sa première année de fonctionnement. Le bureau était dirigé par un commissaire qui relevait d'un comité composé du gouverneur de Floride, de membres du Cabinet, de deux shérifs et d'un chef de police. L'agence comportait cinq divisions: administration, renseignement et enquêtes, services techniques, renseignement administratif et planification et recherche.
À la suite de la restructuration en juillet 1969, le bureau devint le département floridien de l’application des lois de la Floride (FDLE). En tant que département de la branche exécutive du gouvernement, le FDLE était dirigé par le gouverneur et le cabinet. Le commissaire de la FDLE a été nommé par le gouverneur avec l'approbation de trois membres du Cabinet et sous réserve de confirmation par le Sénat de Floride. À l'époque, le département comprenait quatre divisions - opérations, renseignement administratif, Identification et information criminelles et formation et inspection.
L'agence a décentralisé, en permanence, de nombreux services offerts auparavant, uniquement par l'intermédiaire du siège et les a mis en place dans les centres d'opérations régionaux (ROC) nouvellement définis. Ils ont assumé la responsabilité des ressources humaines et des fonctions d'entreprise et ont commencé à offrir un soutien en matière de systèmes d'information, une formation et une assistance analytique accrue directement à la région environnante. La restructuration a placé l'autorité au niveau régional, les membres des ROC relevant de la responsabilité du directeur régional (agent spécial responsable) au lieu du siège de Tallahassee. Le rôle traditionnel des ROC en matière d’enquête s’est considérablement élargi, ce qui leur a permis d’offrir une assistance plus spécialisée.

## Organisation
Le siège social du FDLE est basé à Tallahassee. Il emploie près de 2 000 membres répartis dans toute la Floride et travaillant au siège, dans les 7 centres d'opérations régionaux du Département, 15 bureaux régionaux et 7 laboratoires criminels.

### Quartier général
Bureau du directeur général
- Enquêtes exécutives
- Avocat général
- Inspecteur général
- Affaires législatives
- Affaires extérieures

Services de sécurité publique
- Services d'information sur la justice pénale (CJIS)
- Programme de soutien aux entreprises
- Programme de professionnalisme
- Services de technologie de l'information
- Police du Capitole de la Floride

Enquêtes et sciences médico-légale
- Sécurité intérieure et enquêtes
- Services médico-légaux

### Centres d'opérations régionaux et bureaux régionaux
- Centre des opérations Fort Myers avec Sarasota et Sebring
- Centre des opérations de Jacksonville avec Gainesville et St. Augustine
- Centre d'opérations de Miami avec Key West et West Palm Beach
- Centre des opérations d'Orlando avec Fort Pierce et Melbourne
- Centre des opérations Pensacola avec Panama City.
- Centre des opérations Tallahassee avec Live Oak
- Centre des opérations de Tampa Bay avec Brooksville et Lakeland

### Laboratoires régionaux de criminalité
- Ft. Myers
- Jacksonville
- Orlando
- Pensacola
- Tallahassee
- Tampa

## Police du Capitole de la Floride
La police du Capitole de la Floride, qui fait partie du FDLE, est un service de police en uniforme à Tallahassee, chargé de la sécurité et de l'application de la loi sur le terrain du Capitole de la Floride et de divers autres bâtiments du gouvernement de l'État.

### Histoire
La police du Capitole a été créée par la législature de la Floride et a commencé à servir en 1973 en tant que force de sécurité en civil. Connue à l’origine sous le nom de Legislative Security, il dépendait du Département des services généraux de la Floride.
Le premier directeur était le capitaine de la patrouille autoroutière de la Floride, Nathan Sharron, et les bureaux administratifs originaux se trouvaient dans le bâtiment Larson, le bureau des opérations de sécurité se trouvant dans quelques petits bureaux du bâtiment du Sénat. En 1973, la sécurité législative a employé vingt membres, y compris des agents de sécurité et une poignée d'agents de la paix en civil, appelés agents spéciaux. Il y avait la seule unité d' élimination de munitions explosives dans la région de Big Bend.
En 1978, deux ans après l'achèvement du nouveau bâtiment du Capitole, la sécurité législative a transféré ses bureaux opérationnels et administratifs dans le nouveau bâtiment.
En 1983, une loi changea le nom de Sécurité législative en Division de la sécurité et de la prévention du crime. Le directeur à l'époque était James McPherson, anciennement de la State Beverage Agency. La police en uniforme est devenue plus visible et des membres ont été affectés à divers bâtiments de l’État en plus du Capitole. Les responsabilités se sont accrues et englobent le complexe Capitol dans son ensemble, les bâtiments et les installations de l'État à Miami, Orlando, Tampa et onze autres villes connues sous le nom de centres de services régionaux.
En 1985, la législature de la Floride a demandé à la Division de la sécurité et de la prévention du crime de dispenser une formation et des cours sur la sécurité à d’autres organismes de l’État à leur demande. Ils avaient également pour mandat d'élaborer et de mettre en œuvre les procédures d'évacuation du Capitole.
Au début des années 90, le département est devenu la police du Capitole. McPherson a pris sa retraite en 1995 et le colonel Timothy Kerns lui a succédé comme directeur. Kerns a pris sa retraite en 1998 et Terry Meek, un ancien agent spécial du FDLE, lui a succédé.
Après les attentats du 11 septembre, le gouverneur Jeb Bush a placé la police du Capitole sous la direction du FDLE. Le nouveau directeur était Scotty Sanderson, ancien directeur de l'entraide du FDLE. La sécurité au Capitole a été renforcée, des magnétomètres et des appareils à rayons X ont été utilisés pour filtrer tous les visiteurs, et de nouveaux agents de la force publique ont été affectés au Capitole.
En 2002, la police du Capitole de la Floride a été officiellement transférée au FDLE en vertu du projet de loi no 1407. Des agents de la force publique assermentés de l'État ont été transférés à Tallahassee. Aujourd’hui, la responsabilité première de la police du Capitole est de protéger la sécurité du gouverneur, du lieutenant-gouverneur, des membres du cabinet de la Floride, des membres du Sénat de la Floride et de la Chambre des représentants de la Floride, ainsi que de tous les employés chargés d'assister les responsables gouvernementaux dans leurs tâches officielles et assurer la sécurité et la protection des autres agents de l'État, des employés et des visiteurs du complexe du Capitole.

### Unités
Les unités de la police du Capitole de la Floride comprennent :
- Les opérations
  - Patrouille : Des unités patrouillent dans les bâtiments: le Capitole, le Holland, le Pepper et le Capital Circle Office Center.
  - Section des communications: responsable de répondre à tous les appels concernant les services de police et de sécurité du Capitole et d’autres installations du complexe du capitole, avec sept membres du personnel à temps plein et un superviseur.
  - Équipe de patrouille dirigée: Équipe de six membres qui opère principalement à bicyclette.
- Les opérations spéciales
  - Enquêtes : comprenant un lieutenant, deux enquêteurs assermentés et un analyste gouvernemental, responsables de toutes les enquêtes menées au complexe du Capitole.[réf. nécessaire]
  - K-9: L'unité K-9 dispose de deux équipes canines de détection d'explosifs.
- Les missions spéciales
  - Équipe d'opérations spéciales (SOT): Une équipe de dix membres. Créée en 2003 et composée de cinq membres, l’Équipe d’incidents critiques (CIT) a pour objectif de combler le fossé qui sépare l’incident critique de l’arrivée de l’équipe SWAT du bureau du shérif du comté de Leon.
  - Section des opérations de protection: Huit officiers fournissant des services de protection aux membres de l’une ou l’autre des chambres de la Législature.
  - Garde d'honneur : Composé de quatre officiers et un sergent.